# 庙坝镇 (宁强县)
庙坝镇，是中华人民共和国陕西省汉中市宁强县一个已撤销的乡级行政区，2015年，陕西省民政厅批复同意撤销庙坝镇，将其所辖行政区域划归大安镇。